# Alexander von Kienlin
Alexander von Kienlin (* 1967) ist ein deutscher Architekt und Bauforscher.
Alexander von Kienlin studierte von 1989 bis 1995 Architektur an der Technischen Universität München. In den Folgejahren führte er partnerschaftlich ein Bauplanungsbüro in Berlin und wurde 1997 in die Architektenkammer Berlin aufgenommen. Von 1997 bis 2007 war er als wissenschaftlicher Assistent am Lehrstuhl für Baugeschichte der Technischen Universität München bei Wolf Koenigs tätig, unterbrochen 1999/2000 von dem einjährigen Reisestipendium des Deutschen Archäologischen Instituts. 2004 wurde er an der TU München mit einer Arbeit zur Agora von Priene promoviert. Von 2007 bis 2013 arbeitete er als Senior Scientist und Titularprofessor am Institut für Denkmalpflege und Bauforschung der ETH Zürich. 2013 wurde er ordentlicher Professor für Baugeschichte an der TU Braunschweig, wo er auch die Leitung der BetTfila – Forschungsstelle für Jüdische Architektur in Europa übernahm. Seit dem Wintersemester 2019/2020 ist er ordentlicher Professor an der Technischen Universität München und leitet dort den Lehrstuhl für Baugeschichte, Historische Bauforschung und Denkmalpflege.
Alexander von Kienlin ist Mitglied und seit 2018 erster Vorsitzender der Koldewey-Gesellschaft. Er ist ferner Mitglied der Braunschweigischen Wissenschaftlichen Gesellschaft, korrespondierendes Mitglied des Deutschen Archäologischen Instituts und war Gründungspräsident des Israel-Jacobson-Netzwerks für jüdische Kultur und Geschichte e.V. Seine Arbeitsschwerpunkte liegen in den Bereichen antike Baugeschichte und neuzeitliche Antike-Rezeption, Bautechnikgeschichte sowie Jüdische Architektur- und Kulturgeschichte. 2010 war er Mitorganisator einer international beachteten Ausstellung zum Tumulus von Tatarlı in Istanbul. 

## Schriften (Auswahl)
- Die Agora von Priene. Dissertation Technische Universität München 2004 (Digitalisat)
- (Hrsg.): Holztragwerke der Antike. Internationale Konferenz 30. März. – 1. April 2007 (= Byzas 11). Ege Yayınları, Istanbul 2011, ISBN 978-605-5607-47-0.
- Latife Summerer, Askold Ivantchik, Alexander von Kienlin (Hrsg.): Kelainai Apameia Kibotos. Developpement urbain dans le contexte urbain – Stadtentwicklung im anatolischen Kontext. Akten der internationalen Konferenz 2.–4. April 2009. Ausonius, Bordeaux 2011, ISBN 978-2-35613-043-3.
- Latife Summerer, Alexander von Kienlin (Hrsg.): Tatarlı. Renklerin Dönüsu – The Return of Colours – Rückkehr der Farben. Yapı Kredi Yayınları, Istanbul 2010, ISBN 978-975-08-1819-6.
- Uta Hassler, Fredi Altherr, Alexander von Kienlin (Hrsg.): Appenzeller Strickbau. Untersuchungen zum ländlichen Gebäudebestand in Ausserrhoden. vdf Hochschulverlag an der ETH Zürich 2011, ISBN 3-7281-3446-5.
- Katrin Keßler, Alexander von Kienlin (Hrsg.): Jewish Architecture – New Sources and Approaches. Imhof, Petersberg 2015, ISBN 978-3-7319-0322-2.
- Askold Ivantchik, Latife Summerer, Alexander von Kienlin (Hrsg.): Kelainai II. Kelainai-Apameia Kibotos: eine achämenidische, hellenistische und römische Metropole – Kelainai-Apameia Kibotos: une métropole achéménide, hellénistique et romaine. Ausonius, Bordeaux 2016, ISBN 978-2-35613-166-9.
- Katrin Keßler, Ulrich Knufinke, Sarah Roß, Alexander von Kienlin (Hrsg.): Objekt und Schrift. Beiträge zur materiellen Kultur des Jüdischen (= Jüdisches Kulturerbe Bd. 1). Netzwerk jüdisches Kulturerbe, Braunschweig 2016, ISBN 3-9802541-9-4.
- Katrin Keßler, Ulrich Knufinke, Alexander von Kienlin, Anette Weber (Hrsg.): Synagogue and Museum. Imhof, Petersberg 2018, ISBN 978-3-7319-0794-7.